# FAVORITE (ゲームブランド)
FAVORITE（フェイバリット）は、有限会社フェイバリットが運営するアダルトゲームブランド。設立当初はCROSSNETグループの傘下であったが、親会社が解散・閉鎖したため、現在は「FAVORITE」名義で単独活動している。

## 概要
水間ホシひとが『AngelWish 〜放課後の召使いにチュッ!〜』の企画書を持って旧知の司田カズヒロ・氷山あずきに声をかけ、2003年1月にブランドが立ち上がった。その後2003年3月にCGデザイナーのGTが加わり4人体制となる。
ブランドデビュー作となった『AngelWish』（2004年5月発売）は、これから会社を作ろうとする段階で製作費の目処も立たないまま少人数で作っていたが、佐藤裕美による主題歌やアニメムービー製作などの背伸びをしたことがいい経験になった、と水間は語っている。
2009年7月にブランドとして独立、FAVORITEブランドで活動を開始する。
作品の題名はほぼすべて代表の水間ホシひとが手掛けている。

## 作品一覧
（出典：）

### CROSSNET FAVORITE
| #    | 発売日         | タイトル                                   | 原画                        | シナリオ                                                 | 備考                             |
| ---- | -------------- | ------------------------------------------ | --------------------------- | -------------------------------------------------------- | -------------------------------- |
| 1    | 2004年5月28日  | AngelWish 〜放課後の召使いにチュッ!〜      | 司田カズヒロ                | 水間ホシひと、前山信頼                                   |                                  |
| 2    | 2006年4月28日  | Wiz ANNIVERSARY ウィズ アニバーサリィー    | 司田カズヒロ、GT            | 伽遠蒔絵、舞浜ののか、水間ホシひと                       |                                  |
| 2 FD | 2006年8月11日  | ウィズ アニバーサリィー☆FUNTA！ feat.RURU  | 司田カズヒロ、GT            | 伽遠蒔絵、舞浜ののか、水間ホシひと                       | イベント先行販売及び通販での専売 |
| 3    | 2007年10月26日 | はっぴぃ☆マーガレット!                     | ここのか                    | 伽遠蒔絵、なかひろ、漆原雪人、蓮天、舞浜ののか、早川清子 |                                  |
| 4    | 2009年3月27日  | 星空のメモリア -Wish upon a shooting star- | 司田カズヒロ、ミズタマ (SD) | なかひろ                                                 |                                  |

### FAVORITE
| #     | 発売日         | タイトル                                                           | 原画                                                    | シナリオ                           | 備考                                                     |
| ----- | -------------- | ------------------------------------------------------------------ | ------------------------------------------------------- | ---------------------------------- | -------------------------------------------------------- |
| 2 Set | 2009年9月18日  | ウィズ アニバーサリィー☆COMPLETE！                                 | 司田カズヒロ、GT                                        | 伽遠蒔絵、舞浜ののか、水間ホシひと | 本編・ファンディスク・ドラマCD・サウンドトラックのセット |
| 4 FD  | 2010年1月29日  | 星空のメモリア Eternal Heart                                       | 司田カズヒロ、ミズタマ (SD)、みなみ (SD)                | なかひろ                           |                                                          |
| 4 Set | 2010年11月26日 | 星空のメモリア COMPLETE                                            | 司田カズヒロ、ミズタマ (SD)、みなみ (SD)                | なかひろ                           | 本編とファンディスクのセット                             |
| 5     | 2011年7月29日  | いろとりどりのセカイ                                               | 司田カズヒロ、なつめえり、GT、CHAN×CO (SD)              | 漆原雪人                           |                                                          |
| 5 FD  | 2012年8月31日  | いろとりどりのヒカリ                                               | 司田カズヒロ、なつめえり、GT、みなみ (SD)               | 漆原雪人                           |                                                          |
| 5 Set | 2013年7月26日  | いろとりどりのセカイ WORLD'S END COMPLETE                          | 司田カズヒロ、なつめえり、GT、CHAN×CO (SD)、みなみ (SD) | 漆原雪人                           | 本編とファンディスクのセット                             |
| 6     | 2014年7月25日  | アストラエアの白き永遠                                             | 司田カズヒロ、ヒラサト、なつめえり、GT、ミズタマ (SD)   | なかひろ、保住圭                   | FAVORITE設立10周年記念作品                               |
| 5 FD2 | 2015年7月24日  | 紅い瞳に映るセカイ                                                 | 司田カズヒロ、なつめえり、GT、ミズタマ (SD)             | 漆原雪人                           |                                                          |
| 6 FD  | 2017年1月27日  | アストラエアの白き永遠 Finale-白き星の夢-                          | 司田カズヒロ、ヒラサト、なつめえり、GT、ミズタマ (SD)   | なかひろ、保住圭                   |                                                          |
| 7     | 2019年1月31日  | さくら、もゆ。-as the Night's, Reincarnation-                      | 司田カズヒロ、なつめえり、ミズタマ (SD)                 | 漆原雪人                           |                                                          |
| 4 Set | 2019年12月20日 | 星空のメモリア HD -Shooting Star＆Eternal Heart アニバーサリーBOX- | 司田カズヒロ、ミズタマ (SD)、みなみ (SD)                | なかひろ                           | 本編とファンディスクのHD版                               |
| 8     | 2021年5月28日  | ハッピーライヴ ショウアップ!                                       | ベコ太郎、ミズタマ (SD)                                 | 高山大河                           |                                                          |
| 2 Set | 2022年9月30日  | いろとりどりのセカイ HD Re:GENERATION                              | 司田カズヒロ、GT                                        | 漆原雪人                           | HDリマスター                                             |
| 8 FD  | 2023年6月30日  | ハッピーライヴ ショウアップ! アンコール!!                          | ベコ太郎、ミズタマ (SD)                                 | 高山大河                           |                                                          |
| 6 Set | 2024年11月29日 | アストラエアの白き永遠 FHD Re:Eternity                             | 司田カズヒロ、ヒラサト、なつめえり、GT、ミズタマ (SD)   | なかひろ、保住圭                   | 本編とファンディスクのFHD版                              |

### コンシューマー機移植
- 2015年3月19日発売 - いろとりどりのセカイ WORLD'S END -RE:BIRTH-（発売元：dramatic create、機種：PS Vita）[10][11]
- 2016年9月22日発売 - アストラエアの白き永遠-White Eternity-（発売元：dramatic create、機種：PS Vita）[12]
- 2023年2月22日発売 - さくら、もゆ。-as the Night's, Reincarnation-（発売元：エンターグラム、機種：PS4/Switch）

## 同人活動
（出典：）
ユーザーとの交流の場として、サークル名「スタジオ・ファーボ」で、スタッフによるオフィシャルな同人活動を行っている。コミックマーケットやコミックとらのあな（委託）にて同人誌を頒布している。
- 星にねがいを。 -星空のメモリア STAFF BOOK- （2009年12月、コミックマーケット77にて頒布）
- 天の光はすべて星 -星空のメモリア STAFF BOOK- （2010年8月、コミックマーケット78）
- 約束は時を超えて 星空のメモリア・アフターストーリー （2011年8月、コミックマーケット80）
- 星空のメモリア原画集 -COMPLETE ART WORKS- （2011年12月、コミックマーケット81）
- 翼をください。 -いろどりどりのセカイ STAFF BOOK- （2011年12月、コミックマーケット81）
- たいせつなものがたりを、きみと。 ★10th Anniversary book★ （2013年8月、コミックマーケット84）

## 主なスタッフ

### 社内
（出典：）
- 水間ホシひと - 代表。ディレクター・シナリオ担当。
- 司田カズヒロ - キャラクターデザイン・原画。「はっぴぃ☆マーガレット!」を除く全てのFAVORITE作品に参加しており、メイン原画を務めている。
- 氷山あずき - CGチーフ。
- GT - 原画・CGデザイナー。2003年3月参加〜2012年11月退社。
- 井村屋あゆか - CGデザイナー・演出補助。2006年6月入社。
- T - 背景デザイナー。2007年12月入社。
- 塩谷はじめ - AD・広報。2013年4月入社。
- 半分の雫 - CGデザイナー。2013年6月入社。
- コーラス - システム・スクリプト。

### 社外
シナリオ
- なかひろ - 『星空のメモリア -Wish upon a shooting star-』のシナリオを担当。
- 漆原雪人 - 『いろとりどりのセカイ』『いろとりどりのヒカリ』『さくら、もゆ。-as the Night's, Reincarnation-』のシナリオを担当。

音楽
- 忍 - 『星空のメモリア -Wish upon a shooting star-』『いろとりどりのセカイ』『いろとりどりのヒカリ』の全楽曲を担当。

関連人物
- 橋本みゆき - 歌手。『星空のメモリア -Wish upon a shooting star-』の主題歌を担当。
- eufonius - 歌手。『いろとりどりのセカイ』『いろとりどりのヒカリ』の主題歌を担当。